# Friedrich Leibniz
Friedrich Leibniz ou Friedrich Leibnütz (né le 24 novembre 1597 probablement dans Altenberg et mort le 5 septembre 1652 à Leipzig) est un juriste et professeur de philosophie morale à l'université de Leipzig. Il est le père du philosophe et savant polymathe Gottfried Wilhelm Leibniz.

## Origine de la famille
Le grand-père de Friedrich Leibnütz était conseiller municipal et percepteur dans Pirna. Son père était agent municipal à Altenberg. Friedrich Leibnütz lui-même grandit à Meissen et fait carrière à Leipzig.
En 1644, il a épousé en troisièmes noces Catharina Schmuck, la fille de Wilhelm Schmuck, prestigieux juriste et professeur de Leipzig. En 1646, naît leur premier fils, Gottfried Wilhelm, qui écrira son nom de famille Leibniz à partir de 1671, et fut un homme d'esprit universel de renommée mondiale.
En 1648 vint au monde leur fille Anna Catharina. Elle épousa le prédicateur Simon Löffler de Leipzig, archidiacre de l'église réformée de Saint-Thomas. Leur fils Frédéric Simon Löffler, né en 1669, curé de la Place, fut le légataire universel de Leibniz, son oncle.

## Profession
Les ancêtres de Friedrich Leibnütz comptaient parmi le corps enseignant de Leipzig, ville universitaire et hanséatique. À côté de ses activités de notaire, la tâche principale de Friedrich Leibnütz consista à permettre la préservation de l'université de Leipzig à travers la guerre de Trente Ans. Friedrich Leibnütz fut à partir de 1635 membre du grand collège des princes (grosses Fürstenkollegium) et assesseur à la faculté de philosophie. De 1640 à sa mort, il fut professeur de morale.